# Морфология языка пушту
Пушту́ (пахто, пашто́, патани, афга́нский язык) (پښتو) — язык пуштунов, один из восточно-иранских языков. Является официальным языком Афганистана (вместе с дари) и некоторых регионов Пакистана. Распространён по всему южному и юго-восточному Афганистану и северо-западному Пакистану, а также в пуштунской диаспоре. Представлен большим количеством диалектов, которые по разным классификациям объединяются в две, три или четыре группы.

## Местоимения
Диалекты пушту имеют некоторые различия в грамматике, в том числе в использовании местоимений, например:
| Некоторые местоимения в диалектных ветвях пушту |                |                      |
| Перевод                                         | Западная ветвь | Восточная ветвь      |
| где? куда?                                      | چيری (číri)    | چېرته (čérta)        |
| сколько?                                        | څونه (cúna)    | څومره (cúmra, cómra) |
| много                                           | دونه (dúna)    | دومره (dúmra)        |
| мы                                              | موږ muž        | مونږ mung            |

### Личные и притяжательные
В пашто личные местоимения имеют формы прямого и косвенного падежа. Также сочетания местоимений в косвенном падеже с предлогом د də могут заменяться особыми формами, чаще всего использующимися как притяжательные местоимения (также для этой цели используются местоименные энклитики): د ما پلار də mā plār (мест. в косвенном падеже) = زما پلار zamā plār (притяжательное местоимение) = پلارمي plārmi (с местоименной энклитикой) — «мой отец».
Существует также универсальное притяжательное местоимение — خپل xpəl «свой», которое склоняется как слабые прилагательные.
Предлог د də в сочетании с местоимением ده də («он» в косвенном падеже) меняет гласный «ə» на «a», то есть получается د ده da də.
Местоименные энклитики на письме могут как соединяться со словом, так и писаться с разрывом или пробелом. Слово «yē» («یې», в старой орфографии — «ئې») используется и как энклитика, и как притяжательное местоимение для третьего лица. С некоторыми предлогами оно стягивается, образуя связки: تر یې — ترې trē — tər yē «через него (них)», پر یې — پرې prē — pər yē «на нём (них), над ним (ними)». Буква «ې», обозначающая звук «ē», пакистанскими пуштунами может обозначаться как ے, например: афганское «د دې لور یې مور ده» — пакистанское «د دے لور یے مور ده‎» — də dē lūr yē mōr da «Её сестра — (это) его мама».
Стоит обратить внимание на то, что все энклитики, в том числе yē یې, никогда не располагются в начале предложения. Сравните: د لیلا له ورور سره ناست یو də laylā lə wror sara nāst yū «Мы сидим с братом Лайлы» — له ورور سره ئې ناست یو lə wror sara ye nāst yū «Мы сидим с его (её, их) братом».
Местоимения 2-го и 3-го лица множественного числа («вы», «они») употребляются также в качестве выражения большого уважения, почтения к лицу в единственном числе.
|           | Единственное число | Единственное число | Единственное число | Единственное число | Единственное число | Единственное число | Множественное число   | Множественное число     | Множественное число | Множественное число |
| 1 лицо    | 2 лицо             | 3 лицо (близко)    | 3 лицо (близко)    | 3 лицо (далеко)    | 3 лицо (далеко)    | 1 лицо             | 2 лицо                | 3 лицо (близко)         | 3 лицо (далеко)     |                     |
| 1 лицо    | 2 лицо             | Муж.               | Жен.               | Муж.               | Жен.               | 1 лицо             | 2 лицо                | 3 лицо (близко)         | 3 лицо (далеко)     |                     |
| --------- | ------------------ | ------------------ | ------------------ | ------------------ | ------------------ | ------------------ | --------------------- | ----------------------- | ------------------- | ------------------- |
| Перевод   | я                  | ты                 | он                 | она                | он                 | она                | мы                    | вы                      | они                 | они                 |
| Прям.     | زه zə              | ته tə              | دی dai             | دا dā              | هغه hağa           | هغه hağa           | موږ\مونږ mūẓ̌/mūng     | تاسو\تاسی tāsō/tase     | دوی dūy             | هغوی hağūy          |
| Косв.     | ما mā              | تا tā              | دۀ də              | دې dē              | هغۀ hağə           | هغې hağē           | موږ\مونږ mūẓ̌/mūng     | تاسو\تاسی tāsō/tase     | دوی dūy             | هغوی hağūy          |
| Притяж.   | زما z(a)mā         | ستا stā            | د دۀ dadə          | د دې dədē          | دهغۀ dəhağə        | دهغې dəhağē        | زموږ\زمونږ zmūẓ̌/zmūng | ستاسو\ستاسی stāsō/stase | ددوی dədūy          | دهغوی dəhağūy       |
| Энклитика | مې me/mī           | دې de/dī           | ئې ye              | ئې ye              | ئې ye              | ئې ye              | مو mū/mo              | مو mū/mo                | ئې ye               | ئې ye               |

Помимо этого, существует класс лично-направительных местоимений, которые имеют только категорию лица. Они употребляются с послелогами и глаголами для указания направления действия к определённому лицу (не указывая на число и род). Например: دی راویي dai rāvayi «он говорит мне, со мной (нам, с нами)», کتاب درڅخه دی kitāb dartsxa dəi «у тебя (у вас) есть книга».
| Лицо   | Местоимение |
| ------ | ----------- |
| 1 лицо | را rā       |
| 2 лицо | در dar, dər |
| 3 лицо | ور var, vər |

### Указательные
Указательные местоимения могут использоваться как личные местоимения 3-го лица. В Пакистане «ې» заменяется на «ے».
| Прямой падеж    | دا da |
| Косвенный падеж | دې dē |

|           | Ед. ч.   | Ед. ч.   | Мн. ч.   |
|           | Муж.     | Жен.     | Мн. ч.   |
| --------- | -------- | -------- | -------- |
| Прямой    | دغه daɣa | دغه daɣa | دغه daɣa |
| Косвенный | دغه daɣə | دغې daɣē | دغو daɣō |

|           | Ед. ч.   | Ед. ч.   | Мн. ч.   |
|           | Муж.     | Жен.     | Мн. ч.   |
| --------- | -------- | -------- | -------- |
| Прямой    | هغه haɣa | هغه haɣa | هغه haɣa |
| Косвенный | هغۀ haɣə | هغې haɣē | هغو haɣō |

### Вопросительные
В пушту к вопросительным относятся следующие местоимения: څوک tsōk кто? څٙه tsə что? какой? څٙنګَه tsənga какой? какая? څو tsо сколько? کوم kūm который? څومرَه tsōmra сколько? насколько? څونه tsōna сколько? как много? څووم tsōvəm который по счету? (частный случай местоимения کوم kūm который?, часто им заменяется) چیري čiri где? куда? چېرته čērta где? куда? کٙلَه kəla когда? وَلي vali почему? څٙلَه tsəla зачем?
Из них склоняются только три: څوک tsōk кто? в косвенном падеже — چا čā. کوم kūm который? и څووم tsōvəm который по счету? в женском роде получают окончание -а неударное, в косвенном падеже в мужском роде не изменяются, а в женском меняют -а на -i неударное.

### Неопределённые
В пушту неопределёнными являются такие местоимения: څوک tsōk кто-то, څٙه tsə что-то, какой-то, څو tsо сколько-то, پلانی plānai такой-то, некий, ځیني dzini некоторые. Склоняется только څوک, см. выше.

### Определительные
Определительные местоимения в пушту это: ټول ṭōl/ṭūl «весь, всё», هر har/hәr «каждый», ګرد gərd «весь, все». Эти местоимения склоняются как слабые прилагательные. Также существуют несклоняемые местоимения: همدغه hamdaɣa «тот самый», پخپلي pəxpəli «сам».

### Отрицательные
Отрицательными местоимениями в пушту являются هيڅ hits ничто, а также его производные: هيچیري hičiri и هیچېرته hičērta нигде, никуда, هیڅکله hitskəla никогда, هیڅوک hitsōk никто (косвенный падеж — هیچا hičā). Чаще вместо отрицательных местоимений используется конструкция неопределённого местоимения и глагола с отрицанием.

### Возвратные
Такого класса местоимений в пушту нет, как возвратные («себя») употребляется слово ځان dzān и иногда — خپل xpəl, которые склоняются как слабые прилагательные (см. выше).

### Относительные
В качестве относительных используются сочетания неопределённых местоимений со словом چه čə, ča. Например: څوک چه زیات کار کوي هغه زیاتي پیسے ګټي tsok čə ziyāt kār kawi haɣa ziyāti paise gaṭi «Кто много работает, тот много зарабатывает».

## Глагол
Язык пушту обладает сложной и разветвлённой глагольной системой. Причастия, наречия и отглагольные имена (существительные) традиционно причисляются к этой системе по образцу арабской грамматики. Основа глагола в языке пушту — инфинитив, который всегда оканчивается на ـٙل -əl, а также является именем действия (это же явление можно видеть в фарси и урду) и склоняется соответственно.
Глаголы могут быть переходными и непереходными. Переходные глаголы имеют при себе прямое дополнение (обозначающее предмет, на который направлено действие) без предлога. Спряжение переходных и непереходных глаголов имеет некоторые различия, но имеются непереходные глаголы (около 40), спрягающиеся по типу переходных (в частности, при них строится эргативная конструкция в прошедшем времени).

### Глагол-связка
В пушту используются глагол-связка («быть», инфинитива не имеет), его основная сфера — именные предложения.
| Лицо | Род | Ед. число    | Множ. число                       |
| ---- | --- | ------------ | --------------------------------- |
| 1-oe | -   | يم [yəm]     | يو [yū]                           |
| 2-oe | -   | يې، يے [ye]  | يئ، ياست، ياستئ [yəy/yāst/yāstəy] |
| 3-e  | М.  | دی، دئ [dəy] | دي [dī]                           |
| 3-e  | Ж.  | ده [da]      | دي [dī]                           |

| Лицо | Род | Ед. число   | Множ. число         |
| ---- | --- | ----------- | ------------------- |
| 1-oe | -   | وم [wəm]    | وو [wū]             |
| 2-oe | -   | وے، وې [we] | وئ، واست [wəy/wāst] |
| 3-e  | М.  | ؤ [wə]      | وو، ول [wū/wəl]     |
| 3-e  | Ж.  | وه [wa]     | وے، وې [we]         |

### Основы глагола
При спряжении глагола в большинстве форм фигурируют пять базовых конструкций:
- настоящего времени совершенного вида (настоящая перфективная, ОНВ СВ)
- настоящего времени несовершенного вида (настоящая имперфективная, ОНВ)
- прошедшего времени совершенного вида (прошедшая перфективная, ОПВ СВ)
- прошедшего времени несовершенного вида (прошедшая имперфективная ОПВ)
- инфинитив

По типу образования форм совершенного вида пуштунские глаголы делятся на три класса («спряжения»): простые, приставочные и составные. Существует четыре средства образования совершенного вида: прибавление приставки wə, перенос ударения на первый слог основы, замена корня глагола, замена корня служебного глагола. Эти средства используются в различных сочетаниях, в зависимости от типа глагола.
По типу образования основ простые и приставочные глаголы делятся на три типа: слабые, сильные и неправильные (также простые, неправильные и вдвойне неправильные). Первые имеют один корень, от которого с помощью аффиксов образуются основы, вторые имеют два корня (для настоящих и прошедших основ), третьи имеют три или четыре корня.

#### Первое спряжение
Большинство глаголов первого спряжения образуют основы по следующей схеме:
- настоящая имперфективная: чистый корень (наст.)
- настоящая перфективная: wə+корень (наст.)
- прошедшая имперфективная: корень (прош.)+(əl)
- прошедшая перфективная: wə+корень (прош.)+(əl)
- инфинитив: корень (прош.)+əl

Пометки наст.\прош. даны для сильных глаголов. Окончание əl в основах прошедшего времени обязательно для слабых глаголов и факультативно для сильных (при этом в форме 3-го лице мужского рода единственного числа прошедшего времени это окончание никогда не употребляется).
К первому спряжению относятся также каузативные глаголы, которые образуются от инфинитивов простых глаголов добавлением к ним awəl.

#### Второе спряжение
Глаголы второго спряжения (приставочные), как и глаголы первого спряжения, бывают слабыми и сильными. Их особенность состоит в том, что они содержат приставки پرې pre-, کښې kxe/ke-, ننـ nəna-, پوري pori-, puri-, پرا prā-, تېر ter-, را rā-, در dər- или ور wər-. При образовании совершенного вида ударение переносится с окончания или -əl на эту приставку, то есть выходит такая схема спряжения:
- настоящая имперфективная: безударная приставка+корень (наст.)
- настоящая перфективная: ударная приставка+корень (наст.)
- прошедшая имперфективная: безударная приставка+корень (прош.)+əl
- прошедшая перфективная: ударная приставка+корень (прош.)+əl
- инфинитив: безударная приставка+корень (прош.)+əl

#### Третье спряжение
Глаголы третьего спряжения (составные, сложные) образуются от имени (существительного или прилагательного) одним из двух способов:
- неполнослитные: имя+глагол کول kawəl «делать» или کېدل kēdəl «быть, становиться».
- полнослитные: имя+суффикс ول awəl или ېدل ēdəl.

Необходимо иметь в виду, что термины "полнослитный" и "неполнослитный" иногда используются также для обозначения глаголов с суффиксами aw/ēd, принадлежащих к 2-му и 3-му спряжениям соответственно. В таком случае глаголы, образованные целыми глаголами kawəl/kēdəl, классифицируются по-другому.
Глаголы, у которых в именной части прилагательное, при глаголе کول kawəl согласуются с объектом, при کېدل kēdəl — с субъектом, а при любом из суффиксов имеет форму женского рода единственного числа.
Не все сочетания имени и одного из этих глаголов являются составными глаголами. Нужно иметь в виду, что составной глагол имя+کول kawəl является переходным и имеет при себе прямое дополнение. Сравните предложения: زه غواړم چې لوبه وکړم zə ĝwaṛəm ĉē lōba wəkṛəm («Я хочу играть», где lōba — прямое дополнение глагола kawəl) и زه غواړم چې فټبال لوبه کړم zə ĝwaṛəm ĉē fuṭbāl lōba kṛəm («Я хочу ирать в футбол», где fuṭbāl — прямое дополнение составного глагола lōba kawəl). Обратите внимание: в первом предложении глагол kawəl спрягается как неправильный глагол первого спряжения (с wə), а во втором — как элемент составного глагола третьего спряжения (без wə). Глаголы, образованные суффиксами, всегда спрягаются по третьему спряжению.
Подобно неполнослитным переходным глаголам, где имя выполняет функции дополнения, совершенный вид с приставкой wə образуют переходные и непереходные глаголы, у которых в именной части имеется отглагольное имя.
Если в несовершенном виде глаголы третьего спряжения делятся на два типа (с отдельным глаголом и с суффиксом), то в совершенном виде они всегда являются сочетанием из имени и глагола کول\کېدل в совершенном виде.
В общем виде схема основ в третьем спряжении выглядит так:
- настоящая имперфективная: именная основа+(k)+aw\ēg
- настоящая перфективная: именная основа+(wə)+kṛ\ŝ
- прошедшая имперфективная: именная основа+(k)+aw\ēd+(əl)
- прошедшая перфективная: именная основа+(wə)+kṛ(əl)\ŝw(əl)
- инфинитив: именная основа+(k)+aw\ēd+əl

В приведённой выше парадигме глаголы с k — неполнослитные, без k — полнослитные. В основе прошедшего времени несовершенного вида при глаголах, основанных на (k)awəl суффикс əl обязателен, при (k)ēdəl — факультативен.

#### Распад основы
В формы совершенного вида могут проникать некоторые элементы, разъединяя части основы (в первом спряжении - wə и корень, во втором - приставку и корень, в третьем - именную и глагольную части). Эти элементы следующие:
- Отрицательная частица نه na. Она "вклинивается" в глагол практически всегда;
- Модальная частица به ba. Обычно она стоит после первого смыслового комплекса предложения, но если его нет, она входит в глагол;
- Местоименные энклитики. Они часто используются вместо местоимений в косвенном падеже в составе эргативной конструкции. Они не могут начинать предложения, поэтому если его начинает глагол, энклитика входит в него.

### Нерегулярные глаголы

#### Сильные глаголы
Сильные глаголы имеют два корня: один для основ настоящего времени, другой для инфинитива и основ прошедшего времени. Основы прошедшего времени сильных глаголов могут употребляться как с окончанием əl, так и без него əl. У значительной части сильных глаголов неправильно образуется форма 3-го лица ед.ч. муж. р. в прошедшем времени (тогда как остальные формы образуются правильно - от основ).
| Сильные глаголы в пашто | Сильные глаголы в пашто | Сильные глаголы в пашто                    | Сильные глаголы в пашто                                                                     |
| Глагол                  | Наст.вр., 3 л.          | Прош.вр., 3 л., м.р., ед.ч.                | Перевод                                                                                     |
| ----------------------- | ----------------------- | ------------------------------------------ | ------------------------------------------------------------------------------------------- |
| اخښل                    | اخږي                    | وا ئې خښل، وائې خښه                        | Замешивать (тесто)                                                                          |
| اخیستل                  | اخلي                    | وا ئې خیست                                 | брать, взять                                                                                |
| ارزېدل                  | ارزي                    | وارزید                                     | Стоить                                                                                      |
| اروېدل зап.             | اروي                    | وائې روېدل                                 | Слышать, слушать                                                                            |
| اړ وتل                  | اړ وزي                  | اړ ووت                                     | 1)быть занятым, заниматься 2)быть вынужденным                                               |
| اړول, آړول              | اړوي                    | وا ئې ړاوه                                 | Шевелить, ворочать                                                                          |
| اغږل                    | اغږي                    | و ئې اغږل                                  | Замешивать (тесто)                                                                          |
| اغوستل                  | اغوندي                  | وا ئې غوست                                 | Одевать, надевать                                                                           |
| الوتل                   | الوزي, وابه لوزی        | والوت                                      | Лететь, улетать                                                                             |
| الوزول                  | وائې لوزوي              | وا ئې لوزاوه                               | Заставлять лететь; подбрасывать                                                             |
| اوبدل                   | اوبي                    | و ئې اوبده                                 | Ткать, вязать                                                                               |
| اودل                    | اودي، اویی              | و ئې اود                                   | Ткать, вязать                                                                               |
| اورېدل                  | اوري، اورېږي            | واورېدل                                    | Идти (об осадках)                                                                           |
| اورېدلвост.             | اوري                    | وا ئې ورېدل، ده واورېدل                    | Слышать, слушать                                                                            |
| اوښتل                   | اوړي                    | واوښت، واوړېد                              | Перевёртываться                                                                             |
| ایستل зап.              | باسي                    | و ئې ایست                                  | Тянуть, вытягивать                                                                          |
| اېشېدل                  | ایشېږي، اېشي            | وايشېده                                    | Кипеть, закипать                                                                            |
| برېښېدل                 | برېښي                   | وئې برېښېده                                | 1)Сверкать, сиять 2)Виднеться; казаться                                                     |
| بلل                     | بولي                    | وئې باله                                   | Называть, звать, считать                                                                    |
| بیاموندل                | بیامومي                 | بیا ئې موند                                | Возвращать, обретать, находить снова                                                        |
| بیامیندل                | بیامیمي                 | بیا ئې میند                                | Возвращать, обретать, находить снова                                                        |
| پاڅېدل                  | پاڅي، پاڅېدل پابه څي    | پاڅېد                                      | Вставать, подниматься                                                                       |
| پایېدل پائېدل           | پائي                    | وپائېده                                    | 1)Длиться; существовать 2)Быть прочным, устойчивым                                          |
| پرانیتل                 | پرانیځي                 | پرائې نیت                                  | Открывать, раскрывать                                                                       |
| پرولل                   | پرولي                   | وئې پروله                                  | Продавать, сбывать                                                                          |
| پرېبل                   | پرېبي                   | وئې پرېبه                                  | Бить, колотить                                                                              |
| پرېښودل                 | پرېږدي                  | پرېښود                                     | Оставлять, покидать, позволять                                                              |
| پرېوتل                  | پرېوزي                  | پرېووت                                     | Падать, ложиться                                                                            |
| پرې ایستل               | پرېباسي                 | پرې ایست                                   | Кидать, бросать, укладывать                                                                 |
| پورې ایستل              | پورې باسي               | پورې ئې یوست                               | Переправлять через что-л.                                                                   |
| پورې وتل                | پورې وزي                | پورې ووت                                   | Переходить, переправляться                                                                  |
| پوول                    | پیائي                   | وئې پووه                                   | Пасти                                                                                       |
| پېرودل                  | پېري                    | وئې پېرود                                  | Покупать, закупать                                                                          |
| پېژندل                  | پېژني                   | وئې پېژاند                                 | Знать, признавать                                                                           |
| ترپل                    | تراپي                   | وئې تراپه                                  | 1)Мазать 2)Валить в кучу                                                                    |
| ترپل (ترپلل)            | تراپي                   | وئې ترپل، وئې ترپلود، وئې ترپلل، وئې ترپلو | Прыгать, скакать; быстро бежать                                                             |
| تښتېدل                  | تښتي                    | وتښتېده                                    | Убегать, удирать                                                                            |
| تَلل                     | تلي                     | وئې تاله                                   | 1)Взвешивать 2)Сравнивать                                                                   |
| تېر ایستل               | تېر باسي                | تېر ئې ایست، تېر ئې یوست                   | Обманывать, подводить                                                                       |
| تېروتل                  | تېروزي                  | تېرووت                                     | 1)Ошибаться, заблуждаться 2)Проглядеть, просмотреть                                         |
| جار ایستل               | جار باسي                | وئې چارایست، وئې جاریوست                   | 1)Возвращаться назад 2)Вить, накручивать                                                    |
| جاروتل                  | جاروزي                  | وجارووت، جارووت                            | 1)Вращаться; поворачивать 2) Застревать                                                     |
| چاودل                   | چوي                     | وچاود                                      | Лопаться, разрываться                                                                       |
| چورلېدل                 | چورلي، چورلېږي          | وچورلېده                                   | Крутиться, вращаться                                                                        |
| ځغستل                   | ځغلي                    | وځغاست                                     | Бежать, бегать                                                                              |
| څڅېدل                   | څاڅي                    | وڅڅېده                                     | Капать, литься по капле, просачиваться                                                      |
| څرخېدل                  | څرخي، څرخېږي            | وڅرخېده                                    | 1)Вращаться, вертеться 2)Быть окружённым                                                    |
| ځکل                     | څکي                     | وئې څکاوه                                  | курить                                                                                      |
| څَکل                     | څَکي                     | وئې څاکه                                   | Пить, пробовать                                                                             |
| ختل                     | خېژي                    | وخوت                                       | Всходить, подниматься                                                                       |
| خندل                    | خاندي                   | وئې خندل                                   | Смеяться, улыбаться                                                                         |
| خوځېدل                  | خوځي، خوځېږي            | وخوځېده                                    | Двигаться; шевелиться                                                                       |
| خوړل                    | خوري                    | وئې خوړ                                    | Есть, кушать                                                                                |
| درښودل                  | درښیي                   | درئې ښود                                   | Показывать; учить (тебявас)                                                                 |
| دروړل                   | دروړي                   | درئې ووړ                                   | Нести, везти (тебевам)                                                                      |
| دروستل                  | درولي                   | درئې وست                                   | Вести (вамтебе)                                                                             |
| درومېدل                 | درومي                   | ودرومېده                                   | маршировать                                                                                 |
| دنګل                    | دانګي                   | وئې دنګل                                   | 1)Прыгать, скакать 2)Нападать, набрасываться                                                |
| را اخیستل               | را اخلي                 | را ئې واخیست                               | 1)Брать, захватывать с собой 2)Черпать, заимствовать                                        |
| را ایستل                | را باسي                 | را ئې ویوست                                | Выводить, извлекать                                                                         |
| را بلل                  | را بولي                 | راو ئې باله                                | Призывать, приглашать                                                                       |
| را پرې ایستل            | راپرې باسي              | را ئې پرې ایست                             | Спускать, сваливать                                                                         |
| راښکودل                 | راکاږي                  | رائې ښکوده                                 | Волочить, тащить                                                                            |
| راغوښتل                 | راغواړي                 | راوئې غوښت                                 | Заказывать; вызывать                                                                        |
| راکښل                   | راکاږي                  | راوئې کیښ                                  | Вытаскивать                                                                                 |
| رانیول                  | رانیسي                  | رانیو                                      | Покупать                                                                                    |
| راوتل                   | راوزي                   | راووت، راوووت                              | Выходить, выступать; возникать                                                              |
| راوړل                   | راوړي                   | رائې وړ، رائې ووړ                          | Приносить, доставлять; приобретать                                                          |
| راوستل                  | راولي                   | رائې ووست، رائې وست                        | Приводить                                                                                   |
| رڅې کښل                 | رڅې کاږي                | راڅې ئې کیښ                                | Волочить, тащить                                                                            |
| رسېدل                   | رسي، رسېږي              | ورسېد، ورسېده                              | Достигать, доходить                                                                         |
| رغښتل                   | رغړي                    | ورغښت                                      | 1)Катиться, скатываться 2)Ворочаться, переворачиваться                                      |
| رودل                    | روي                     | وئې رود                                    | Сосать, высасывать                                                                          |
| ریل                     | رائي                    | وئې ریل                                    | Реветь (об осле)                                                                            |
| زنګل                    | زانګي                   | وزنګېده                                    | Качаться, раскачиваться                                                                     |
| زېږېدل                  | زیږي                    | وزېږېده                                    | Рождаться                                                                                   |
| ژړل                     | ژاړي                    | وئې ژاړه، وئې ژړل                          | Плакать; оплакивать                                                                         |
| ژوول                    | ژویي                    | وئې ژووه                                   | Жевать                                                                                      |
| سکستل                   | سکلي                    | وئې سکست                                   | Стричь (шерсть)                                                                             |
| سکښتل                   | سکڼي                    | وئې سکښت                                   | Отрезать, резать                                                                            |
| سوځېدل                  | سوځي                    | وسوځېده                                    | Гореть, сгореть                                                                             |
| سوځل                    | سوځي                    | وسو                                        | Гореть, сгореть                                                                             |
| سول                     | سوځي                    | وسو                                        | Гореть, сгореть                                                                             |
| شربل                    | شاربي                   | وئې شربل، وئې شاربه                        | Сбивать (масло); высиживать (птенцов)                                                       |
| ښائېدل ښایېدل           | ښائي، ښائېږي            | وښائېدل                                    | Надлежать, подобать                                                                         |
| ښکارېدل                 | ښکاري، ښکارېږي          | ښکار شو                                    | Становиться ясным, очевидным                                                                |
| ښودل                    | ښئي                     | وئې ښود                                    | Указывать, показывать; учить                                                                |
| ښورېدل                  | ښوري، ښورېږي            | وښورېده                                    | 1)Волноваться, шататься, трястись 2)Двигаться, шевелиться 3)Не сбываться (о надежде, мечте) |
| ښوول                    | ښیي                     | وئې ښوو                                    | Показывать, обучать                                                                         |
| غپل                     | غاپي                    | وئې غپل                                    | Лаять (о собаке)                                                                            |
| غړل                     | غړي                     | وئې غښت                                    | Крутить, вращать                                                                            |
| غښتل                    | غړي                     | وئې غښته                                   | Крутить, вить                                                                               |
| غکل                     | غاکي                    | وئې غکل                                    | Блеять (о козе)                                                                             |
| غوښتل                   | غواړي                   | وئې غوښت                                   | Желать, хотеть                                                                              |
| کتل                     | ګوري                    | وئې کوت                                    | Смотреть                                                                                    |
| کښل                     | کاږي                    | وئې کیښ                                    | Тянуть                                                                                      |
| کښې ایستل               | کښې باسي                | کښې ئې یوست                                | Вставлять, вводить; втягивать, втаскивать                                                   |
| کښې ختل                 | کښېښېژي                 | کښېخوت                                     | 1)Стесняться, стыдиться 2)Нажимать, напирать                                                |
| کښې کښل                 | کښې کاږه                | کښې ئې کېښ                                 | Массировать, сжимать                                                                        |
| کښې نستل                | کښېني                   | کښېناست، کښېنوست                           | Садиться, сидеть                                                                            |
| کښېوتل                  | کښېوزي                  | کښېووت                                     | Сталкиваться, попадать                                                                      |
| کندل (کیندل)            | کني (کیني)              | وئې کند(وئې کیند)                          | Рыть, копать                                                                                |
| کنل (کینل)              | کني (کیني)              | وئې کند، وئې کنده                          | Рыть, копать                                                                                |
| لرل                     | لري                     | درلود                                      | Иметь                                                                                       |
| لغړېدل                  | لغړي                    | ولغړېده                                    | Катиться, вращаться                                                                         |
| لګېدل                   | لګي، لګېږي              | ولګېده                                     | 1)Применяться, действовать 2)Присоединяться и др.                                           |
| لل                      | لي                      | وئې له                                     | Произносить, говорить                                                                       |
| لمبل                    | لامبي                   | وئې لمبل                                   | Купаться, мыться                                                                            |
| لودل                    | لوي                     | وئې لودل                                   | Подтверждать, свидетельствовать                                                             |
| لوړېدل                  | لوړي                    | ولوړېده                                    | Отваливаться слоями                                                                         |
| لوستل۱                  | لولي                    | وئې لوست                                   | Читать, учиться                                                                             |
| لوستل۲                  | لوني                    | وئې لوست                                   | Сыпать, брызгать                                                                            |
| لیدل                    | ویني                    | وئې لید، وئې لیدل                          | Видеть                                                                                      |
| مښل (موښل)              | مږي (موږي)              | وئې مښه (موښه)                             | Тереть, мять                                                                                |
| ملېدل                   | ملي                     | وملېده                                     | Жить, селиться                                                                              |
| میتل                    | میتي، مېژي              | وئې میتل                                   | Мочиться                                                                                    |
| مېژل                    | مېژي، میتي              | وئې مېژل                                   | Мочиться                                                                                    |
| میندل                   | مومي                    | وئې مینده                                  | Находить, обнаруживать                                                                      |
| نجتل                    | نجني                    | وئې نجت                                    | Втыкать, вставлять                                                                          |
| نڅل                     | ناڅي                    | وئې نڅل                                    | Танцевать                                                                                   |
| نړل                     | ناړي                    | وئې نړل                                    | Кричать, мычать, реветь                                                                     |
| نږل                     | نږي                     | وئې نږل، وئې نږه                           | Чихать                                                                                      |
| نښتل                    | نښلي                    | ونښت                                       | Прилипать, сталкиваться                                                                     |
| نغرل                    | نغري                    | وئې نغره                                   | Есть, глотать                                                                               |
| نغښتل                   | نغاړي                   | وئې نغښت                                   | Завёртывать                                                                                 |
| نغوتل                   | نغوږي                   | وئې نغوت                                   | 1)Слшуать, внимать 2)Указывать                                                              |
| نګوښېدل                 | نګوښي                   | ونګوښېد                                    | Хромать                                                                                     |
| ننوتل                   | ننوزي                   | ننووت، ننوت                                | Входить, вступать                                                                           |
| ننه ایستل               | ننه باسي                | ننه ئې یوست                                | Вводить                                                                                     |
| نوستل                   | نولي                    | وئې نوست                                   | 1)Сыпать 2)Испускать (лучи)                                                                 |
| نیول                    | نیسي                    | وئې نیوه، وئې نیو                          | Брать, хватать, ловить                                                                      |
| وتل                     | وزي                     | وووت، ووت                                  | Выходить, выступать                                                                         |
| ورختل                   | ورخېژي                  | وروخوت، وروخاته                            | Нападать                                                                                    |
| ورزل                    | ورزني                   | وئې ورزه                                   | Крошить, измельчать                                                                         |
| وژل                     | وژني                    | وئې واژه                                   | убивать                                                                                     |
| ویشتل                   | ولي                     | وویشت                                      | стрелять                                                                                    |
| ویل                     | وائي                    | ووایه                                      | говорить                                                                                    |

#### Неправильные глаголы
Неправильные глаголы (многосновные сильные, вдвойне неправильные) — 7 глаголов, имеющих нестандартные основы. Иногда к ним добавляют глагола «быть», используя псевдоинфинитив ول wəl.
В таблице ниже перечислены неправильные глаголы, в скобках — факультативные и диалектные элементы. Дефисом разделены части форм совершенного вида, которые могут отделяться, подобно приставкам и частице و wə.
| Перевод               | ОПВ и инф.      | ОНВ         | ОНВ сов.вида   | ОПВ сов.вида      |
| --------------------- | --------------- | ----------- | -------------- | ----------------- |
| делать                | كول kawəl       | كو kaw-     | وكړ wə-k(ṛ)-   | وكړل (wə)-kṛəl    |
| делаться, становиться | كېدل ked(əl)    | كېږ keg-    | شـ wə-ş-       | وشول (wə)-şwəl    |
| нести                 | وړل wṛəl        | وړ wṛ-      | يوس yo-s-      | يووړل yu-wṛəl     |
| идти                  | تلل tl(əl)      | ځـ ʣ-       | ولاړش (w)lāṛ-ş | ولاړل (w)lāṛ(əl)  |
| приходить, приезжать  | راتلل rā-tl(əl) | راځـ rā-ʣ-  | راشـ rā-ş-     | راغلل rā-ğl(əl)   |
| вести, везти          | بيول bīw(əl)    | بیایـ byāy- | بوز bo-z-      | بوتلل bo-tl(əl)   |
| класть                | ایښودل īxod(əl) | ایږد (ī)gd  | كښېږد kxe-gd-  | كښېښودل kxe-xodəl |

#### Глаголы на ēdəl
В основном глаголы, оканчивающиеся в инфинитиве на ēdəl, относятся к третьему спряжению, как составные. Но есть группа глаголов первого спряжения, которые не распадаются в совершенном виде. Большинство таких глаголов пуштунские по происхождению, но есть незначительное количество тех, что образованы от заимствованных корней. В первом спряжении они образуются основы следующим образом:
- настоящая имперфективная: корень+ēg
- настоящая перфективная: wə+корень+ēg
- прошедшая имперфективная: корень+ēd+(əl)
- прошедшая перфективная: wə+корень+ēd+(əl)
- инфинитив: корень+ēd+əl

#### Другие изменения корня
В пашто имеется несколько сильных глаголов, которые в третьем лице мужского рода прошедшего времени (обоих чисел) имеют внутреннюю флексию, подобную флексии сильных прилагательных.
| Глагол            | Pst.3S.M                          | Pst.3Pl.M                             | Перевод  |
| ----------------- | --------------------------------- | ------------------------------------- | -------- |
| خوړل xʷaṛəl       | خوړ xʷōṛ                          | خواړهٔ xʷāṛə                           | Кушать   |
| کتل katəl         | کوت kōt                           | کاتهٔ kātə                             | Смотреть |
| وتل watəl         | ووت wōt                           | واتهٔ wātə                             | Выходить |
| ختل xatəl         | خوت xōt                           | خاتهٔ xātə                             | Всходить |
| وړل wṛəl          | ووړ wōṛ                           | واړهٔ wāṛə                             | Нести    |
| کښېنستل kxēnastəl | کښېتوست، کښېناست kxenāst, kxenōst | کښېناستهٔ، کښېنستل kxenāstə, kxēnastəl | Сидеть   |
| ایستل īstəl       | ایست īst                          | ایستل īstəl                           | Тянуть   |

Односложные глаголы с кратким «а» в основе и немногочисленные глаголы первого спряжения на awəl в прошедшем времени в третьем лице мужского рода единственного числа прошедшего времени заменяются его на долгий ā.
У глаголов, имеющих в последнем слоге "а", при присоединении приставки wə они сливаются в wā, и если происходит распад основы, wā отделяется от остальной части корня.

### Эргативная конструкция
Эргативная конструкция употребляется в языке пашто при переходных глаголах и причастиях прошедшего времени. В отличие от номинативной, в эргативной конструкции субъект имеет форму косвенного падежа, объект — прямого, а глагол согласуется с объектом. В случае, если объект имеет форму косвенного падежа (с предлогом или послелогом), глагол используется в инфинитиве (при прош. вр.) или в форме причастия мужского рода единственного числа (при перфекте).
Около 40 глаголов, являясь по смыслу непереходными, имеют при себе эргативную конструкцию. Они употребляются в прошедшем времени в инфинитиве (совершенного и несовершенного вида).

### Формы глагола
Таблица ниже иллюстрирует набор глагольных форм языка пашто. Они бывают неличные (именные) и личные, последние в свою очередь делятся на непотенциальные и потенциальные.
Потенциальная форма означает возможность, способность субъекта совершить действие (как компенсацию отсутствующему в пашто глаголу "мочь"). Она образуется сочетанием форм условно-желательного наклонения и спрягаемого глагола شول şwəl (иногда, особенно при отрицании, они меняются местами). Этот глагол может спрягаться в настоящем, будущем, прошедшем временах, сослагательном и условно-желательном наклонениях. Совершенный вид выражается частицей wə перед всей формой. Отрицание выражается частицей na перед şwəl.
При образовании форм глаголов используются основы, различающиеся по спряжениям и типам глаголов. ОПВ и ОНВ - основы, соответственно, прошедшего и настоящего времени, которые совпадают у большинства глаголов, но различаются у сильных. Буквы С(овершенный) и Н(есовершенный) после аббревиатуры для основы - указание на основы определённого вида, которые различны у 7 неправильных глаголов. В некоторых неличных формах фигурирует окончание -ay3, которое изменяется по трём вариантам как у прилагательных с безударным -ay. В личных формах существуют два ряда окончаний.
| (a)  | Ед. число | Множ. число |
| ---- | --------- | ----------- |
| 1-oe | -əm       | -ū          |
| 2-oe | -ē        | -əy/-āst    |
| 3-oe | -ī        | -ī          |

| (b)  | Род | Ед. число   | Множ. число |
| ---- | --- | ----------- | ----------- |
| 1-oe | -   | -əm         | -ū          |
| 2-oe | -   | -ē          | -əy/-āst    |
| 3-e  | М.  | -ə/-ō/-əy/Ø | -əl(ə)      |
| 3-e  | Ж.  | -a          | -ē          |

Знак "+" означает возможность разъединения морфем (служебных глаголов, модальных частиц), в отличие от знака "-".
| Инфинитив/ герундий   | ОПВН-əl      |
| Инфинитив в кос. пад. | ОПВН-əlo     |
| Имя деятеля           | ОПВН-ūnk-ay3 |
| Потенц. прич.         | ОПВН-əl-āy   |

| Причастие прошедшего времени | ОПВН-əl-ay3 |

| Настоящее  | ОНВН-(a)     |
| Будущее    | ba+ОНВН-(a)> |
| Прошедшее  | ОПВН-(b)     |
| Прош.обыч. | ba+ОПВН-(b)  |
| Усл.-жел.  | потенц.прич. |
| Повелит.   | ОНВН-a/əy    |

| Будущее     | ba+ОНВС-(a)               |
| Прошедшее   | ОПВС-(b)                  |
| Прош.обыч.  | ba+ОПВС-(b)               |
| Перфект     | прош.прич.-связка в наст. |
| Пл.-перфект | прош.прич.-связка в прош. |
| Повелит.    | ОНВС-a/əy                 |
| Сослагат.   | ОНВС-(a)                  |

| Предполож.       | (ba)+прош.прич.+wī           |
| Модал. перф.     | ba+прош.прич.-связка в наст. |
| Модал. пл.-перф. | ba+прош.прич.-связка в прош. |
| Усл.-жел.        | прош.прич.+wāy               |

| Настоящее        | потенц.пр.+ŝ-(a)       |
| Будущее          | ba+потенц.прич.+ŝ-(a)  |
| Прошедшее        | потенц.прич.+ŝw-(b)    |
| Прошедшее обычн. | ba+потенц.прич.+ŝw-(b) |
| Усл.-жел.        | прош.прич.+ŝəwāy       |

| Будущее    | ba+wə+потенц.прич.+ŝ-(a)      |
| Прошедшее  | wə+потенц.прич.+ŝw(əl)-(b)    |
| Прош.обыч. | ba+wə+потенц.прич.+ŝw(əl)-(b) |
| Сослагат.  | wə+потенц.прич.+ŝ-(a)         |
| Усл.-жел.  | прош.прич.+ŝəwāy-wāy          |

Примечания
1. ↑  Первое северное, второе южное
2. ↑  Первый вариант - основной, второй северо-восточный, третий встречается у некоторыхглаголов в кандагарском диалекте, нулевое окончание бывает у некоторых сильных глаголов и, в диалектах, у глаголов на -ēdəl.
3. ↑  В диалектах это окончание звучит как  ای āy (южные), ی ay (северо-западные), ے ē (северо-восточные). Оно является неизменяемым.
4. ↑  В 1-м и 2-м лице совпадает с модальным перфектом, здесь дана форма третьего лица. У Грюнберга (Очерк грамматики афганского языка) делится на предположительное (с ba) и прошедшее время сослагательного (без ba).
5. ↑  У Шафеева (Краткий грамматический очерк афганского языка) объединено с предположительным наклонением.
6. ↑  У Шафеева (Краткий грамматический очерк афганского языка) - порицательное наклонение, у Бертельса (Строй языка пушту) - условно-будущее наклонение, у Лебедева (Грамматика языка пушту) входит в плюсквамперфект, у Грюнберга (Очерк грамматики афганского языка) - модальный плюсквамперфект.

#### Изъявительное наклонение
Настоящее время
Настоящее время в пушту обозначает:
- Действие в момент речи;
- Постоянное, непрерывное действие, продолжающееся и в момент речи;
- Обычное, многократное действие

В последние два пункта входят также постоянные вневременные действия
В переносном смысле также:
- Будущее (неизбежное, очевидное) действие;
- Прошедшее историческое (как в рус. "пришёл, и видит")

Будущее время
Будущее время несовершенного вида обозначает:
- Длительное действие в будущем
- Постоянное, непрерывное действие в будущем
- Многократное действие в будущем

Также в модальных значениях:
- Вневременного постоянного или многократного действия
- Просьбы, повеления, косвенного повеления

Будущее время совершенного вида обозначает:
- Конкретное однократное действие в будущем
- Последовательность многократных завершённых действий в будущем
- Нередко в значении сослагательного наклонения

Прошедшее время
Прошедшее время несовершенного вида обозначает:
- Действие в течение определённого отрезка времени в прошлом
- Постоянное, непрерывное действие в прошлом
- Многократное и ограниченно-кратное повторяющееся действие в прошлом

Прошедшее время совершенного вида обозначает:
- Однократное действие, факт совершения действия
- Отрицательная форма - при словах со значением "никогда"
- Ограниченно-кратное действие при наличии точных указателей кратности
- В условной части условных предложений, когда условие относится к будущему

Прошедшее обычное время
Прошедшее обычное время несовершенного вида обозначает:
- Постоянное, непрерывное действие в прошлом
- Многократное и ограниченно-кратное повторяющееся действие в прошлом
- Нарастающее, прогрессирующее действие в прошлом
- В главном предложении сложноподчинённого условного предложения (в придаточном обычно условно-желательное наклонение) при передаче нереального условия

Прошедшее обычное время совершенного вида обозначает:
- Повторяющееся однократное, конкретное действие (в частности, используется в главном и придаточном предложениях при придаточном времени)
- Последовательность различных однократных завершённых действий (каждый глагол при этом в форме прошедшего обычного сов. вида)

Перфект
Перфект обозначает:
- Действие в прошлом (как многократное, так и однократное), результат которого естьв  настоящем
- Переносно - действие в будущем с результатом в будущем

Отрицательная форма перфекта образуется размещением частицы نه na перед глаголом-связкой. Для подчеркивания отрицания (часто употребляется) причастие прошедшего времени может ставиться после глагола. Частица لا نه la na «ещё не» в той же позиции означает, что действие не произошло, и это не повлекло за собой результат в момент речи, который, возможно, и ожидался слушающим.
Плюсквамперфект
Плюсквамперфект обозначает действие, происходившее ранее другого действия в прошлом, либо действие, не имеющее результата и значения к моменту речи (но имевшее значение в момент в прошлом).

#### Повелительное наклонение
Императив (повелительное наклонение) обозначает повеление 2-му лицу (завершенного действия в совершенном виде и незавершенного в несовершенном). В отрицательной форме (образуется частицей مه ma) за редким исключением употребляются только формы совершенного вида. При императиве часто используется побудительная частица دې de.
В некоторых застывших выражениях (пожеланиях) императив употребляется для повеления 3-му лицу. Здесь же при отрицании (как ma, так и na) совершенный вид употребляется чаще, чем несовершенный.
В просторечии и фольклоре используется императив для выражения индикативного значения для придания живости речи.

#### Сослагательное наклонение
Сослагательное наклонение (иногда его называют «совершенным видом настоящего времени») используется:
- При вопросах с вопросительными частицами и без (особенно при вопросах, обращённых к первому лицу)
- В значении смягчённого повеления, пожелания (2-му лицу)
- В главных предложениях с частицей دې de "пусть" (особ. при повелении третьему лицу)
- После модальных частиц и сочетаний со значением "возможно, можно, может быть, нужно", модальных глаголов со значениями "разрешать, хотеть, стараться, думать, предполагать"
- В предложениях, определяющих что-то (в частности, в словарных статьях)
- В придаточных цели и времени
- Для выражения абстрактного, невероятного действия

#### Условные наклонения
Условные наклонения - группа близких по форме и значению наклонений, Из них можно выделить группу отперфектных: модальный перфект, предположительное с ba и предположительное без ba, все они совпадают в 1-м и 2-м лице, но различаются в третьем.
Формы отперфектной группы используются:
- Для обозначения гипотетического, возможного действия (или, при отрицании - нереального, но возможного в прошлом)
- В некоторых контекстах обозначает гипотетическое будущее действие, которое может произойти при каких-то условиях
- В условных предложениях с реальным условием, относящимся к прошлом, иногда имеет обобщённый, вневременной характер (только предположительное наклонение без ba)

Для предположительного наклонения с ba характерно то, что оно не употребляется в условных придаточных предложениях.
Условно-желательное наклонение выражает неосуществившуюся или неосуществимую возможность. Оно, а также модальный плюсквамперфект, обозначает нереальное пожелание, сожаление упущенной возможности. Модальный плюсквамперфект также употребляется в связном повествовании (каждый глагол в форме модального п.-перфекта) для выражения значения обычного плюсквамперфекта.
Условно-желательное наклонение может употребляться в придаточных условных предложениях, выражающих нереальное условие. Тогда в главном предложении употребляются:
- Условно-желательное наклонение несовершенного вида с частицей ba или прошедшее обычное несовершенного вида (для выражения незавершенного действия)
- Условно-желательное наклонение совершенного вида с частицей ba или модальный плюсквамперфект (для выражения завершенного действия)

### Страдательный залог
В формах страдательного залога объект действия становится подлежащим (в форме прямого падежа), а субъект (если имеется) оформляется косвенным падежом и предлогами:
- د … له پلوه də … le palawa
- د … له خوا də … le xwa
- د … له طرفه də … le tarafa

Подлежащее оформляется инфинитивом и вспомогательным глаголом کېدل «kedəl», который и спрягается. В формах совершенного вида он заменяется глаголом شول «şwəl». Инфинитив обязательно заменяется в настоящем времени совершенного вида формой 3-го лица м.р. прошедшего времени (хотя иногда он спрягается по родам и числам). Также его часто заменяют на причастие прошедшего времени в перфекте и плюсквамперфекте.

## Имя
В русском и многих других языках есть чёткая разница между именами прилагательными и существительными. В пушту между ними нет чётких морфологических различий.
В пушту «имя» — это часть речи, включающая слова, обозначающие предметы, явления и отвлечённые понятия, в отношении которых можно задать вопрос څه؟ څوک؟ څو؟ или څووم؟ (что?, кто?, сколько? или который по счету?). Имя может выступать в качестве любого члена предложения. У имён в пушту три падежа (по другой классификации — четыре), два грамматических числа (единственное и множественное) и два рода (мужской и женский). Существует две системы классификации пуштунских падежей: трёхпадежная (прямой — косвенный — звательный) и четырёхпадежная (прямой — косвенный I — косвенный II — звательный).

### Существительные
К мужскому роду в пушту прежде всего относятся слова, обозначающие лиц мужского пола (в таком случае окончание роли не играет), а также слова с исходом на согласный звук (кроме -št, -dz, -ən), дифтонги -ai, -ui, -āi, -oi, гласные -u, -ə. Кроме того, к мужскому роду относятся слова, оканчивающиеся на -ī и, при этом, обозначающие лиц по деятельности, профессии, роду занятий.
К женскому роду относятся слова, обозначающие лиц женского пола, а также оканчивающиеся на гласные -a, -ā, -ī, -o, -e, на дифтонг -əi.
Существует несколько основных способов образования форм множественного числа и падежей. Кроме того, в разных диалектах могут иметь место несколько отличающиеся друг от друга языковые нормы.
Общее правило образования звательного падежа: оканчивающиеся на согласные и дифтонги принимают ـه -a, оканчивающиеся на гласные остаются без изменений.
Существительные мужского рода:
1. К первой группе относятся все имена существительные мужского рода, кроме оканчивающихся на дифтонг -ai. Их общие черты: в единственном числе формы прямого и косвенного падежей совпадают, во множественном одушевлённые имена принимают окончание ان -ān (косв. انو -āno), а неодушевленные — ونه -ūna (косв. ونو -ūno). Однако, некоторые одушевлённые имена могут принимать, наряду с ان -ān, окончание ونه -ūna, и наоборот.
Тем не менее, внутри этой группы есть некоторые различающиеся подгруппы (различия обусловлены фонетикой). Так, имена с окончанием на -a, -ā, -o или -ū принимают ان -ān (но не ونه ūna!) со вставкой g или y. Имена на -ī принимают -ān с вставкой y. Слова, оканчивающиеся на ə, теряют это окончание при образовании форм множественного числа и звательного падежа.
Односложные слова с кратким «a» образуют формы, теряя этот звук. В большинстве диалектов в форме единственного числа косвенного падежа, помимо выпадения «a» из основы, к этим именам прибавляется окончание -ə. В западных (кабульско-пешаварских) диалектах пушту множественное число чаще образуется с помощью вышеуказанных окончаний, а в восточных (кветто-кандагарских) — также, как и косвенный падеж единственного числа.
| Единственное число        | Единственное число | Единственное число | Множественное число             | Множественное число                 |
| Прямой                    | Косвенный          | Звательный         | Прямой                          | Косвенный и звательный              |
| ------------------------- | ------------------ | ------------------ | ------------------------------- | ----------------------------------- |
| شاگرد şāgird «ученик»     | شاگرد şāgird       | شاگرده şāgirda     | شاگردان şāgirdān                | شاگردانو şāgirdāno                  |
| کتاب kitāb «книга»        | کتاب kitāb         | کتابه kitāba       | کتابونه kitābūna                | کتابونو kitābūno                    |
| ملا mulā «мулла»          | ملا mulā           | ملا mulā           | ملایان، ملاګان mulāyān, mulāgān | ملایانو، ملاګانو mulāyāno, mulāgāno |
| توپچی topçī «артиллерист» | توپچی topçī        | توپچی topçī        | توپچیان topçīyān                | توپچیانو topçīyāno                  |
| زړه zṛə «сердце»          | زړه zṛə            | زړه zṛə            | زړونه zṛūna                     | زړونو zṛūno                         |
| غر ğar «гора»             | غره ğrə            | غره ğara           | غرونه، غره ğrūna, ğrə           | غرونو، غرو ğrūno, ğro               |

2. К следующей группе могут быть отнесены имена мужского рода с окончанием на -ai. В косвенном падеже единственного и прямом падеже множественного чисел они меняют окончание на -ī, а в косвенном падеже множественного — на -o или -yo. Те имена, которые оканчиваются на ударный дифтонг -ai, наряду с этим способом, в некоторых диалектах образуют множественное число также и с помощью окончаний, как у первой группы имён.
| Единственное число    | Единственное число | Единственное число  | Множественное число      | Множественное число                      |
| Прямой                | Косвенный          | Звательный          | Прямой                   | Косвенный и звательный                   |
| --------------------- | ------------------ | ------------------- | ------------------------ | ---------------------------------------- |
| ملګری malgərai «друг» | ملګري malgərī      | ملګریه malgəraya    | ملګري malgərī            | ملګرو malgəro                            |
| سړی saṛai «мужчина»   | سړي saṛī           | سړیه saṛaya, saṛəya | سړي، سړیان saṛī, saṛiyān | سړو، سړیانو، سړیو saṛo, saṛiyāno, saṛiyo |

Существительные женского рода:
3. К этой группе относятся имена женского рода, оканчивающиеся на -a, -e, а также все имена, которые внешне должны принадлежать к мужскому роду, но принадлежат к женскому (см. исключения). В единственном числе косвенного падежа и множественном числе прямого их окончание -e, в косвенном падеже множественного числа -o.
В восточных диалектах (Кандагар, Кветта и т. д.) слова с ударным окончанием -a принимают -e, а с безударным -ī.
| Единственное число      | Единственное число | Единственное число | Множественное число | Множественное число    |
| Прямой                  | Косвенный          | Звательный         | Прямой              | Косвенный и звательный |
| ----------------------- | ------------------ | ------------------ | ------------------- | ---------------------- |
| ملګرې malgəre «подруга» | ملګرې malgəre      | ملګرې malgəre      | ملګرې malgəre       | ملګرو malgəro          |
| ښځه xəza «женщина»      | ښځې xəze           | ښځې xəze           | ښځې xəze            | ښځو xəzo               |
| ورځ wraz «день»         | ورځې wraze         | ورځه wraza         | ورځې wraze          | ورځو wrazo             |

4. К этой группе относятся имена женского рода с окончаниями -ī и -əi. Если в первой группе имена на -ī обозначают людей, то здесь они обозначают абстрактные понятия, идеи. Во множественном числе прямого падежа и единственном косвенного их окончание -əi, в косвенном падеже множественного -əyo. Кроме того, иногда слова на -əi (в отличие от оканчивающихся на -ī) образуют множественное число с помощью окончания ګانې gāne или انې āne.
| Единственное число           | Единственное число | Единственное число | Множественное число                                        | Множественное число                                          |
| Прямой                       | Косвенный          | Звательный         | Прямой                                                     | Косвенный и звательный                                       |
| ---------------------------- | ------------------ | ------------------ | ---------------------------------------------------------- | ------------------------------------------------------------ |
| کورنۍ koranəi «семья\родина» | کورنۍ koranəi      | کورنیه koranəya    | کورنۍ، کورنۍگانې، کورنیانې koranəi, koranəygāne, koranyāne | کورنیو، کورنۍگانو، کورنیانو koranəyo, koranəygāno, koranyano |
| دوستي dūstī «дружба»         | دوستۍ dūstəi       | دوستیه dūstəya     | دوستۍ dūstəi                                               | دوستيو dūstəyo                                               |

5. К этой группе относятся слова женского рода со всеми остальными окончаниями. В единственном числе они не изменяются, а во множественном приобретают окончание وې we или ګانې gāne (в косвенном падеже — وو wo или ګانو gāno). Стоит обратить внимание на то, что в эту группу входят также слова с окончанием -ī, не обозначающие ни людей, ни абстрактные понятия.
| Единственное число | Единственное число | Единственное число | Множественное число               | Множественное число               |
| Прямой             | Косвенный          | Звательный         | Прямой                            | Косвенный и звательный            |
| ------------------ | ------------------ | ------------------ | --------------------------------- | --------------------------------- |
| خطا xatā «ошибка»  | خطا xatā           | خطا xatā           | خطاوې، خطاګانې xatāwe, xatāgāne   | خطاوو، خطاګانو xatāwo, xatāgāno   |
| پیشی pīşī «кошка»  | پیشی pīşī          | پیشی pīşī          | پیشی‌ګانې، پیشی‌وې pīşīgāne, pīşīwe | پیشی‌ګانو، پیشی‌وو pīşīgāno, pīşīwo |

### Прилагательные
В таблице ниже представлены окончания групп прилагательных в разных формах.
|      |       |               | Слабые | Сильные | Промежуточные | Ударн. -ai | Безударн. -ai |
| ---- | ----- | ------------- | ------ | ------- | ------------- | ---------- | ------------- |
| М.р. | Ед.ч. | Прямой        | -      | -       | -             | -ay        | -ay           |
| М.р. | Ед.ч. | Отложительный | -a     | -a      | -a            | -aya       | -i            |
| М.р. | Ед.ч. | Звательный    | -a     | -a      | -a            | -aya       | -e            |
| М.р. | Ед.ч. | Косвенный     | -      | -ə      | -ə            | -i         | -i            |
| М.р. | Мн.ч. | Прямой        | -      | -ə      | -ə            | -i         | -i            |
| М.р. | Мн.ч. | Косвенные     | -o     | -o      | -o            | -io/-o     | -yo/-o        |
| Ж.р. | Ед.ч. | Прямой        | -a     | -a      | -a            | -əy        | -e            |
| Ж.р. | Ед.ч. | Отложительный | -a     | -a      | -a            | -əy        | -e            |
| Ж.р. | Ед.ч. | Звательный    | -e     | -e      | -e            | -əy        | -e            |
| Ж.р. | Ед.ч. | Косвенный     | -e     | -e      | -e            | -əy        | -e            |
| Ж.р. | Мн.ч. | Прямой        | -e     | -e      | -e            | -əy        | -e            |
| Ж.р. | Мн.ч. | Косвенные     | -o     | -o      | -o            | -əyo/-o    | -yo/-o        |

Пуштунские прилагательные делятся на несколько классов.
1. Слабые прилагательные отличаются тем, что не изменяются в косвенном падеже единственного и прямом падеже множественного чисел. К ним же относятся прилагательные с окончанием в м.р. ед.ч. на -ə.
| Мужской род        | Мужской род            | Мужской род         | Мужской род            | Женский род        | Женский род            | Женский род         | Женский род            |
| Единственное число | Единственное число     | Множественное число | Множественное число    | Единственное число | Единственное число     | Множественное число | Множественное число    |
| Прямой             | Косвенный и звательный | Прямой              | Косвенный и звательный | Прямой             | Косвенный и звательный | Прямой              | Косвенный и звательный |
| ------------------ | ---------------------- | ------------------- | ---------------------- | ------------------ | ---------------------- | ------------------- | ---------------------- |
| لوی loi «большой»  | لوی — لویه loi — loya  | لوی loi             | لویو loyo              | لویه loya          | لویې loye              | لویې loye           | لویو loyo              |
| ښه xə «хороший»    | ښه xə                  | ښه xə               | ښو xo                  | ښه xa              | ښې xe                  | ښې xe               | ښو xo                  |

2. Сильные прилагательные отличаются тем, что содержащийся в них звук o или ū заменяется на ā в формах прямого падежа множественного числа и косвенного падежа единственного числа в мужском роде, а во всех остальных — на a.
| Мужской род         | Мужской род            | Мужской род         | Мужской род            | Женский род        | Женский род            | Женский род         | Женский род            |
| Единственное число  | Единственное число     | Множественное число | Множественное число    | Единственное число | Единственное число     | Множественное число | Множественное число    |
| Прямой              | Косвенный и звательный | Прямой              | Косвенный и звательный | Прямой             | Косвенный и звательный | Прямой              | Косвенный и звательный |
| ------------------- | ---------------------- | ------------------- | ---------------------- | ------------------ | ---------------------- | ------------------- | ---------------------- |
| پروت prot «лежащий» | پراته prātə            | پراته prātə         | پرتو prato             | پرته prata         | پرتې prate             | پرتې prate          | پرتو prato             |

3. Синкопированные прилагательные выделяются тем, что при их изменении выпадает корневой гласный звук. Они, как и сильные, всегда односложные.
| Мужской род             | Мужской род            | Мужской род         | Мужской род            | Женский род        | Женский род            | Женский род         | Женский род            |
| Единственное число      | Единственное число     | Множественное число | Множественное число    | Единственное число | Единственное число     | Множественное число | Множественное число    |
| Прямой                  | Косвенный и звательный | Прямой              | Косвенный и звательный | Прямой             | Косвенный и звательный | Прямой              | Косвенный и звательный |
| ----------------------- | ---------------------- | ------------------- | ---------------------- | ------------------ | ---------------------- | ------------------- | ---------------------- |
| شین şīn «синий\зелёный» | شنه şnə                | شنه şnə             | شنو şno                | شنه şna            | شنې şne                | شنې şne             | شنو şno                |

4. Промежуточные прилагательные принимают те же окончания, что и сильные и синкопированные, но не изменяются в основе.
| Мужской род        | Мужской род            | Мужской род         | Мужской род            | Женский род        | Женский род            | Женский род         | Женский род            |
| Единственное число | Единственное число     | Множественное число | Множественное число    | Единственное число | Единственное число     | Множественное число | Множественное число    |
| Прямой             | Косвенный и звательный | Прямой              | Косвенный и звательный | Прямой             | Косвенный и звательный | Прямой              | Косвенный и звательный |
| ------------------ | ---------------------- | ------------------- | ---------------------- | ------------------ | ---------------------- | ------------------- | ---------------------- |
| اوږد ūgd «длинный» | اوږده ūgdə             | اوږده ūgdə          | اوږدو ūgdo             | اوږده ūgda         | اوږدې ūgde             | اوږدې ūgde          | اوږدو ūgdo             |

5. Прилагательные, оканчивающиеся на безударный -ai изменяются так же, как и существительные с -ai в мужском роде и с -e в женском. Если -ai ударно, то в мужском роде прилагательное изменяется как существительное на -ai, а в женском — как существительное на -əi.
| Мужской род              | Мужской род            | Мужской род         | Мужской род            | Женский род        | Женский род            | Женский род         | Женский род            |
| Единственное число       | Единственное число     | Множественное число | Множественное число    | Единственное число | Единственное число     | Множественное число | Множественное число    |
| Прямой                   | Косвенный и звательный | Прямой              | Косвенный и звательный | Прямой             | Косвенный и звательный | Прямой              | Косвенный и звательный |
| ------------------------ | ---------------------- | ------------------- | ---------------------- | ------------------ | ---------------------- | ------------------- | ---------------------- |
| کوچنی kūçnai «маленький» | کوچني kūçnī            | کوچني kūçnī         | کوچنو kūçno            | کوچنۍ kūçnəi       | کوچنۍ kūçnəi           | کوچنۍ kūçnəi        | کوچنیو kūçnəyo         |
| نوی nawai «новый»        | نوي nawī               | نوي nawī            | نوو nawo               | نوې nawe           | نوې nawe               | نوې nawe            | نوو nawo               |

6. Прилагательные, оканчивающиеся на -a, -ā, -e, -ī, -o, -ū являются неизменяемыми. Примеры: ښایسته xāysta «красивый», نژدې nəĵde «близкий» и т. д.

### Числительные
В пушту числительные являются именами, обозначающими числа, количества, номера и т. д. Они не считаются отдельной частью речи, а лишь классом в составе имени.

#### Количественные
Большинство количественных числительных в пушту не имеют категории рода (подробнее см. в разделе «Исключения»), являются именами множественного числа и в косвенном падеже принимают окончание ـو -o. Также числительным считается слово څو tso «несколько». После количественных числительных (начиная с دوه два) существительные мужского рода с исходом на согласный получают окончание ـه -а, а все остальные ставятся в форму множественного числа прямого падежа. Такая форма иногда называется «косвенным II» падежом. Двузначные числительные образуются по образцу 30. При образовании составных и сложных числительных иногда применяются слова دپاسه dəpāsa и دباندي dəbāndi.
| На пушту               | Транскрипция                    | Число         |
| ---------------------- | ------------------------------- | ------------- |
| یو                     | yav                             | 1             |
| دوه                    | dva                             | 2             |
| درې، درے               | dre                             | 3             |
| څلور                   | tsalor                          | 4             |
| پنځه                   | pindzə                          | 5             |
| شپږ                    | špəg                            | 6             |
| اوه                    | ovə                             | 7             |
| اته                    | atə                             | 8             |
| نه، نهه                | nə, nəha                        | 9             |
| لس                     | las                             | 10            |
| یوولس                  | yavolas                         | 11            |
| دوولس                  | dvolas                          | 12            |
| دیرلس، دیارلس          | diyarlas, diyārlas              | 13            |
| څوارلس، څورلس          | tsvarlas, tsvārlas              | 14            |
| پنځلس                  | pindzəlas                       | 15            |
| شپاړس                  | špāṛas                          | 16            |
| اوه‌لس                  | ovəlas                          | 17            |
| اته‌لس                  | atəlas                          | 18            |
| نونس                   | nunas                           | 19            |
| شل                     | šəl                             | 20            |
| یوویشت                 | yavvišt                         | 21            |
| دوه‌ویشت                | dvavišt                         | 22            |
| درویشت                 | dərvišt                         | 23            |
| څلېرویشت               | tsalervišt                      | 24            |
| پنځه‌ویشت               | pindzəvišt                      | 25            |
| شپږویشت                | špagvišt                        | 26            |
| اوه‌ویشت                | ovəvišt                         | 27            |
| اته‌ویشت                | atəvišt                         | 28            |
| نه‌ویشت                 | nəvišt                          | 29            |
| دېرش                   | derš                            | 30            |
| یودېرش                 | yavderš                         | 31            |
| دودېرش                 | duderš                          | 32            |
| دریدېرش                | driderš                         | 33            |
| څلوردېرش               | tsalorderš                      | 34            |
| پنځه‌دېرش               | pindzəderš                      | 35            |
| شپوږدېرش               | špugderš                        | 36            |
| اوه‌دېرش                | ovəderš                         | 37            |
| اته‌دېرش                | atəderš                         | 38            |
| نه‌دېرش                 | nəderš                          | 39            |
| څلوېښت                 | tsalvešt                        | 40            |
| پنځوس                  | pindzos                         | 50            |
| شپېته                  | špetə                           | 60            |
| اویا                   | avya                            | 70            |
| اتیا                   | atya                            | 80            |
| نوي                    | nvi, nəvi                       | 90            |
| سل                     | səl                             | 100           |
| یوسلویو                | yav səlo yav                    | 101           |
| یوسلودوه               | yav səlo dva                    | 102           |
| یوسلوشل                | yav səlo šəl                    | 120           |
| دوه‌سوه                 | dva sava                        | 200           |
| دوه سوه او لس          | dva sava aw las                 | 210           |
| درې سوه                | dre sava                        | 300           |
| زر                     | zər                             | 1000          |
| یوزرویو                | yav zəro yav                    | 1001          |
| یوزرودوه‌سوه اوپنځه‌دېرش | yav zəro dva sava aw pindzəderš | 1235          |
| لک                     | lak                             | 100 000       |
| ملیون                  | milyon                          | 1 000 000     |
| کروړ                   | kroṛ                            | 10 000 000    |
| ملیارد                 | milyard                         | 1 000 000 000 |

#### Порядковые
Порядковые числительные образуются прибавлением окончаний ـم -əm для мужского рода и ـمه -əma для женского рода к количественным числительным и склоняются как слабые прилагательные. Некоторые числительные образуются не по правилам, см. раздел «Исключения».

#### Дробные
Дробные числительные обозначаются при помощи порядкового числ. и слов برخه barxa «часть», نیم nim «половина», پاو paw «четверть», باندي bandi «сверх, на».

### Исключения
Слово ور var «дверь» во мн. ч. — ورونه varuna (а не وره vrə!). Слова پښتون paxtūn «пуштун», ورون vrun «бедро», زنګون zangun «колено» либо изменяются по правилам, либо имеют в прямом падеже мн.ч. и косвенном падеже ед.ч. — پښتانه paxtānə, ورانه vranə, زنګانه zangānə. کوربه korbə «хозяин дома», مېلمه melmə «гость», غوبه ɣobə «пастух» мн. ч. — غوبانه، مېلمانه، کوربانه korbānə, melmānə, ɣobānə. Слово غویی ɣvayai «бык» в мн.ч. — в восточной ветви — غوایی ɣvāyi, в западной ветви — غویان ɣvayān. Слова مېږی megai «муравей», نمسی nmasai «внук», ځلمی dzalmai «юноша» во мн.ч. в восточной ветви по правилу (замена -ai на -i), а в западной: ځلمیان، منسیان، مېږیان megyan, mnasiyan, dzalmiyan.
К женскому роду относятся следующие слова с признаками мужского рода: لار lar «дорога», لوېښت lvext «пядь, четверть», څنګل tsangəl «локоть», منګول mangul «лапа; коготь», غوجل ɣojəl «коровник», خپړ xpəṛ «лапа», درشل dəršəl «дверной косяк; порог», غېږ ɣeg «объятие, обхват», سمڅ sməts «пещера», چار čār «дело, работа». Все эти слова склоняются как слова женского рода с исходом на -a.
Многие арабские слова образуют множественное число по-своему. При этом в косвенном падеже единственного числа они не изменяются, а в косвенном падеже множественного принимают окончание -o. Арабское мн.ч. образуется или изменением состава гласных слова, либо прибавлением окончаний, например: اصل asl «основа» — اصول usūl, اصلاح islāh «реформа» — اصلاحات islāhāt, مجاهد mujāhid «борец (за правое дело), муджахид» — مجاهدین mujāhidīn.
Слова, обозначающие родственников и членов семьи, образуют множественное число не по-правилам.
| Слово | Транскрипция  | Перевод                   | Множественное число | Транскрипция мн.ч.    |
| ----- | ------------- | ------------------------- | ------------------- | --------------------- |
| پلار  | plār          | отец                      | پلارونه، پلرونه     | plaruna, plāruna      |
| مور   | mor           | мать                      | مندي، مېندي         | mandi, mendi          |
| خور   | xor           | сестра                    | خوندي، خوېندي       | xwandi, xwendi        |
| زوی   | zoi           | сын                       | زامن                | zāmən                 |
| لور   | lur           | дочь                      | لوڼي                | luṇi                  |
| ورور  | vror          | брат                      | وروڼه               | vruṇa                 |
| تربور | tərbur        | двоюродный брат           | تربورونه، تربوران   | tərburuna, tərburān   |
| ترور  | tror          | тетка (со стороны матери) | تراندي، ترېندې      | trāndi, trende        |
| تره   | trə           | дядя (со стороны отца)    | ترونه               | truna                 |
| خورځه | xurdza        | племянница (дочь сестры)  | خورځیاني، خورځیان   | xurdziyān, xurdziyāni |
| وراره | vrārə         | племянник (сын брата)     | ورېرونه، وررونه     | vreruna, vraruna      |
| یور   | yor           | жена деверя               | یوني                | yuni                  |
| ندرور | ndror, nədror | золовка (сестра мужа)     | ندرندي، ندرېندې     | ndrandi, ndrendi      |
| مېړه  | meṛə          | муж                       | مړونه، مېړونه       | maṛuna, meṛuna        |
| پلندر | plandar       | отчим                     | پلندرونه            | plandaruna            |
| نيکه  | nikə          | дед                       | نيکونه، نيکه‌ګان     | nikuna, nikəgān       |
| نږور  | ngor, nəgor   | сноха (жена сына)         | نږندي، نږيندي       | ngandi, ngendi        |
| لېور  | levar         | деверь (брат мужа)        | لېورونه             | levaruna              |

#### Числительные
Числительные لس las, شل şəl, سل səl, زر zər, لک lak, کروړ kroṛ, ملیون milyon являются именами и склоняются как слабые прилагательные, а слова شل şəl, سل səl, زر zər, помимо прочего, образуют множественное число с окончанием ګونه -guna. После числительных, начиная с двух, слово سل səl «сто» употребляется в форме سو sav.
Некоторые числительные имеют категорию рода.
| Прямой падеж    | Косвенный падеж |
| --------------- | --------------- |
| یو yav один     | یوه yavə        |
| یوه yava одна   | یوې yave        |
| دوه dva два     | دوو dvo         |
| دوې dve две     | دوو dvo         |
| دواړه dvāṛa оба | دواړو dvāṛo     |
| دواړي dvāṛi обе | دواړو dvāṛo     |

Порядковое числительное «первый» имеет несколько форм: لمړی lumṛai (ж.р. — لمړۍ lumṛəi), ړومبی ṛumbai (ж.р. — ړومبی ṛumdəi), اول avval (ж.р. — اوله avvala). Числительное «второй» имеет формы دویم и دوهم (dvayəm, dvahəm), третий — دریم dreyəm, четвёртый — څلرم и څلورم (tsalorəm, tsalarəm). У количественных числительных, оканчивающихся на гласный, при образовании порядковых этот гласный выпадает.
В сочетании с предлогом په числительные приобретают следующие значения: с прибавление یو yav перед په и колич. числительного после него определённое количестве раз (یو په لس yav pə las «в десять раз»); за (на) несколько (یو په یو yav pə yav «один на один», یو په څلور بدلوم yav pə tsalor badlavəm «меняю один на четыре»); с наименованием валюты — за сколько; с наименованием единицы времени — во сколько. Во всех этих случаях числительное стоит в прямом падеже. Если колич. числительное повторяется дважды, то оно приобретает распределительное значение (یو یو yav yav «по одному», دوه دوه dva dva «по два»). Для обозначения процентов используется конструкция په سلو کي … pə səlo ki (ke) … «… процентов» (дословно: «в сотне …»).

## Служебные слова

### Предлоги и послелоги

#### Простые
Простые предлоги и послелоги могут употребляться как самостоятельно, так и в сочетаниях. В разговорной речи северных диалектов могут отбрасываться предлоги له и په, если они являются частью предложных сочетаний. Предлоги په، پر، تر могут сливаться с местоименной энклитикой ئې (в форме پې، پرې، ترې). При сочетаниях послелога с лично-направительным местоимением предлог отбрасывается практически всегда.
د
Употребляется для обозначения принадлежности (с косвенным падежом). Может заменять предлог له.
په
Без послелога употребляется для обозначения орудия действия (с творительным падежом). Без послелога с косвенным падежом употребляется для указания на отрезок времени. С послелогом کښې\کې (при косвенном или, реже, прямом падеже) — место.
Также употребляются сочетания с косвенным падежом и послелогами باندې («на, на поверхности»), پسې («после»).
له
С послелогами څخه, نه (при косвенном падеже) или творительным падежом — «от, из». С косвенным падежом и послелогом سره — «с, совместно».
بې
С творительным падежом — «без». В том же значении — «بې له».
پر
С косвенным или прямым падежом — «на, на поверхности». С косвенным падежом — «в, в момент времени».
تر
С творительным или прямым падежом — «к, по направлению к». С косвенным падежом — «чем, по сравнению с». Также употребляется с творительным или прямым падежом с послелогами لاندې («под»), پورې («до, к»), а также с косвенным падежом при послелогах وروسته («после»), دباندې («за»).
لکه
С прямым падежом — «подобно, как». Также употребляется в сочетании لکه چې — «как будто бы, кажется».
ته
ته — послелог, он употребляется без предлога. С косвенным падежом обозначает «до, к, по направлению к».
ضدی
Этот послелог употребляется с косвенным падежом и обозначает «против».
وړاندې
Этот послелог употребляется с косвенным падежом в значении «до, ранее».
غواندې
Этот послелог употребляется с косвенным падежом в значении «как, подобно». Он может присутствовать совместно с предлогом لکه.

#### Сложные
«Сложные предлоги» — устойчивые сочетания простых предлогов и послелогов с именами.